# المغامرون الثلاثة (مسلسل)
المغامرون الثلاثة، مسلسل كويتي، عرض عام 1986.

## قصة المسلسل
تبدأ القصة بثلاثة رجال فقراء، عدنان وصفوان وحسان، يقطعون الخشب من الأشجار لكسب رزقهم ويبيعونها على القصر الذي بجانبهم. وفي يوم من الأيام، اختفى صاحب القصر ياقوت، وعندما أعطى الثلاثة الرجال الخشب للقصر، رفضوا إعطائهم الخشب حتى عودة ياقوت. وفي هذه الاثناء يذهب شيخ إلى الرجال الثلاثة، ويساعدهم في قطع الأشجار وكسب الرزق، حتى أخبرهم عن سر الأسرار، وهو حصان يمكن راكبه من الوصول حيثما يشاء، ويخرج الشيخ من عندهم. حتى أمسكه حراس القصر، فشكت زوجة ياقوت وحكيم القصر بأنه صاحب القصر، حتى يقطعون لحيته ويكتشفون أنه ياقوت. والرجال الثلاثة يذهبون إلى مكان ما تركهم فيه الشيخ، ويجدون ثلاثة صناديق مملوءة بالكنوز، وثلاثة أحصنة قوية، ولكنهم لم ياخذوها وعادوا إلى بيتهم وناموا. وفي الصباح رأوا الكنوز والأحصنة قرب بيتهم، فأخذ عدنان وحسان الأحصنة متجهين بحثا على سر الأسرار، ولكن صفوان لم يذهب معهم، وبعد مرور أيام ذهب صفوان معهم، ثم افترقوا، حتى حصل عدنان على سر الاسرار.

## طاقم المسلسل

### بطولة
- جاسم النبهان في دور عدنان
- عبد الرحمن العقل في دور حسان
- عبد الإمام عبد الله في دور صفوان
- محمد المنيع في دور حكيم القصر
- أسمهان توفيق في دور جنان
- حمد ناصر في دور ياقوت
- منى عيسى في دور بدور

### تمثيل
- علي المفيدي في دور إبراهيم شاه بندر التجار
- صالح حمد في دور الشيخ الجليل
- ماجد سلطان في دور جوهر
- جاسم الصالح في دور ساهي
- انتصار الشراح في دور سمراء
- أنوار أحمد في دور جوهان
- زهرة الخرجي في دور نور الصباح
- عبد الله غلوم في دور أبو ساجر
- أحمد العامر في دور الشيخ زيدان والتاجر عاطف
- عبد المجيد قاسم في دور والد جوهان
- حسين البدر
- كاظم الزامل
- عبد الله السيفان
- حسين القطان
- عبد الرزاق خلف
- جمال الردهان
- عبد الحميد الرفاعي
- سالم العطوان